# Andrey Petrov
Andrey Pavlovich Petrov (São Petersburgo, 2 de setembro de 1930 — São Petersburgo, 15 de fevereiro de 2006) foi um compositor russo.